# Henrik Dahl (político)
Henrik Dahl (nascido a 20 de fevereiro de 1960, em Vejlby-Risskov) é um escritor e político dinamarquês, membro do Folketing pela Aliança Liberal. Ele foi eleito para o parlamento nas eleições legislativas dinamarquesas de 2015.
Dahl concorreu pela primeira vez ao parlamento nas eleições legislativas de 2015, tendo sido eleito com 2.902 votos, e foi reeleito na eleição de 2019 com 1.737 votos.
Na Dinamarca, o seu livro de 1997, Hvis din nabo var en bil (se o seu vizinho fosse um carro), foi considerado uma obra-prima da sociologia cultural.